# Động cơ ion

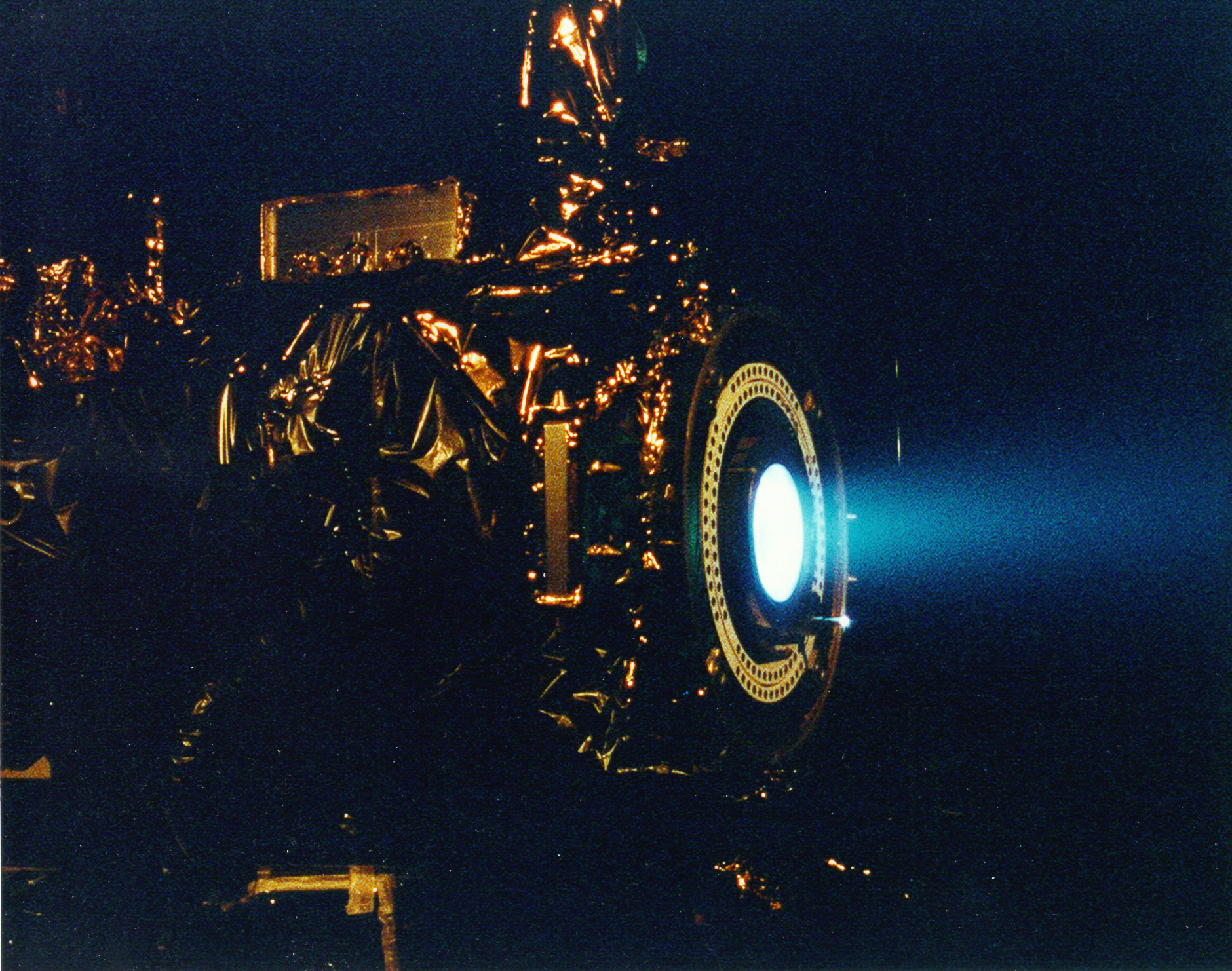
Động cơ ion 2.3 kW NSTAR của NASA trong thiết bị vũ trụ Deep Space 1 đang được kiểm thử tại phòng thí nghiệm động cơ Jet.

Động cơ ion hay động cơ đẩy ion là một dạng động cơ điện từ sử dụng trong không gian, có thể tạo ra lực đẩy bằng cách phóng ra các ion gia tốc. Thuật ngữ này thường dùng để chỉ động cơ ion dạng lưới, nó cũng được dùng để chỉ các hệ thống động cơ đẩy điện từ sử dụng phương pháp gia tốc plasma, vì trong plasma chứa các ion. Động cơ đẩy ion được phân loại theo phương pháp gia tốc ion, sử dụng lực tĩnh điện hay lực điện từ.
Động cơ ion tạo ra lực đẩy rất nhỏ so với tên lửa hóa học thông thường nhưng có xung lượng cực lớn, hiệu suất theo tỉ lệ khối lượng thuốc phóng cao nhờ đẩy ra dòng khí với tốc độ cực cao. Tuy nhiên các bộ đẩy ion gặp một vấn đề: khi tăng lượng khí đẩy, mức năng lượng sử dụng cần thiết tăng theo tỉ lệ bình phương trong khi lực đẩy chỉ tăng mức tuyến tính. So sánh với tên lửa hóa học có thể cung cấp lực đẩy mạnh nhưng bị giới hạn tổng xung lượng vì năng lượng lưu trữ hóa học là rất nhỏ. Dựa theo khối lượng thực tế của bộ nguồn năng lượng, gia tốc động cơ ion tạo ra nhỏ hơn một phần nghìn của trọng lực tiêu chuẩn (g~9.8 m/s). Nhưng nhờ hoạt động theo cơ chế điện từ, tỉ lệ năng lượng được chuyển thành động lượng lớn hơn nhiều so với tên lửa hóa học. Tên lửa hóa học hoạt động như động cơ nhiệt nên phải chịu giới giạn bởi nguyên lý Carnot áp dụng cho các động cơ nhiệt.
Do nhu cầu năng lượng tương đối cao, và các yêu cầu khác như khoảng trống ion trong môi trường chuyển động, động cơ ion hiện chỉ có thể hoạt động trong không gian.

## Lịch sử
Người đầu tiên đưa ra ý tưởng về động cơ ion là Konstantin Tsiolkovsky năm 1911. Tuy nhiên, tài liệu đầu tiên về khả năng của các động cơ điện từ là trong một bản chép tay ngày 6 tháng 9 năm 1906 của Robert H. Goddard.. Thí nghiệm động cơ ion đầu tiên được Goddard thực hiện tại đại học Clark trong những năm 1916-1917., dù kỹ thuật được đề nghị với điều kiện cận chân không ở độ cao lớn, nhưng lực đẩy đã hoạt động trong áp suất khí quyển với dòng khí ion hóa. Năm 1923, ý tưởng xuất hiện trong cuốn "Wege zur Raumschiffahrt" (Các phương pháp du hành không gian) của Hermann Oberth, cuốn sách đưa ra các ý tưởng về phương pháp tiết kiệm khối lượng nhiên liệu bằng các động cơ điện từ, và đề nghị sử dụng trong động cơ không gian, điều khiển hướng, gia tốc khí tích điện.

## Bài viết
- The Daily Galaxy: NASA Trumps Star Trek: Ion Drive Live! (ngày 13 tháng 4 năm 2009) Lưu trữ ngày 14 tháng 9 năm 2017 tại Wayback Machine
- The Daily Galaxy: The Ultimate Space Gadget: NASA's Ion Drive Live! (ngày 7 tháng 7 năm 2009) Lưu trữ ngày 2 tháng 2 năm 2017 tại Wayback Machine

Bản mẫu:Động cơ không gian